# Hauriet
Hauriet é uma comuna francesa na região administrativa da Nova Aquitânia, no departamento Landes. Estende-se por uma área de 7,5 km². Em 2010 a comuna tinha 282 habitantes (densidade: 37,6 hab./km²).